# Partido Revolucionario Moderno
El Partido Revolucionario Moderno (PRM), es un partido político dominicano de centro a centroizquierda. Surgió en 2014 tras una nueva división en el seno del Partido Revolucionario Dominicano (PRD). Actualmente es el partido de gobierno luego de que su candidato presidencial, Luis Abinader, resultara electo ganador en las Elecciones presidenciales del 2020 y reelecto en las elecciones presidenciales República Dominicana 2024 para el período 2024-2028.

## Historia
Fue fundado el 9 de septiembre del año 2014 por el empresario y actual presidente de la República, Luis Abinader y el expresidente Hipólito Mejía, luego de una crisis ocurrida dentro del Partido Revolucionario Dominicano (PRD).
Si bien inició como un partido fundamentalmente de izquierda, la alianza defendió el nacionalismo y la libertad religiosa, aspectos en los cuales se asemeja mucho más a la derecha desde sus orígenes. 
El PRM encabezó la coalición de más de 10 partidos en las elecciones generales de 2016, en la denominada Convergencia Por un Mejor País. El 4 de agosto de 2014, 34 diputados se traspasaron del PRD al PRM; el 7 de agosto se sumó otro diputado a la nueva organización. El PRM, realizó la XVII Convención Nacional Extraordinaria "Ana María Acevedo", el 26 de abril de 2015, donde resultó elegido como candidato presidencial a Luis Abinader, y como candidata vicepresidencial a Carolina Mejía.
En Ultramar, la Comisión Organizadora Local de la Convención, para la selección de los candidatos a diputados en ultramar por la circunscripción n.º 1 del Partido Revolucionario Moderno (PRM), mediante resolución n.º 6 de la misma, ratificó los resultados de su convención del domingo 7 de febrero, en la que participaron 11 precandidatos en Massachusetts, Rhode Island, Nueva York, Nueva Jersey, Pensilvania y Washington D. C., con más de 30 centros de votación. Los seguidores del partido depositaron sus votos de sus preferencias a favor de Servia Iris Familia, Francisco Roa, Rigoberto Rodríguez, Arsenio Devares, Víctor Abreu, Roberto Suárez, Miguel Espaillat, Julin Martínez, Cinthia De la Cruz, Cleotilde Gómez y Carlos Ogando, resultado los dos primeros ganadores.
En 2015, el cirujano plástico Edgar Contreras, anunció su intención de aspirar al Senado por la Provincia de Santo Domingo en representación del partido.
Durante su primera participación en unas elecciones generales en la República Dominicana, obtuvo el 34.98% de los votos a nivel presidencial, 1 senador y 42 diputados a nivel congresual y 30 alcaldías a nivel municipal, logrando convertirse en el principal partido de oposición y el segundo más votado, desplazando al Partido Revolucionario Dominicano (PRD).
En las elecciones municipales  del 16 de marzo del 2020, el PRM y aliados obtuvieron 81 alcaldías, siendo la agrupación política que más votos obtuvo. Además en las elecciones presidenciales del 5 de julio del 2020, ganó los comicios presidenciales con el 52.52% de los votos, siendo electo el candidato presidencial, Luis Abinader, y la candidata vicepresidencial, Raquel Peña. El partido obtuvo mayoría en el Congreso Nacional con 19 senadores y 91 diputados.
En las elecciones municipales del 18 de febrero de 2024, el PRM y aliados obtuvieron 122 alcaldías, obteniendo 41 escaños en esas elecciones con un 50.46%, siendo la agrupación política que más votos obtuvo en las elecciones municipales del 2024, obteniendo 1,863,982 de votos.[cita requerida]

## Resultados electorales

### Elecciones presidenciales
|  | 34,98 % |

|  | 52,52 % |

|  | 57,45 % |

### Elecciones parlamentarias
|  | 20,43 % |

|  | 45,24 % |

## Himno
El himno del Partido Revolucionario Moderno fue escrito por Luis Abinader y Raquel Arbaje de Abinader, actuales presidente y primera dama del país. Sus letras son las siguientes:
Cuando un pueblo abre sus ojos
y ve la democracia peligrar
se decide a darlo todo
y defiende su derecho al bienestar.
Cuando un pueblo se unifica
se siente mucho más fuerte su voz
y saben todos en su corazón
que la moral no se ha perdido
que es el momento
de enfrentar la corrupción.
Levántate, levántate
alza tus manos hacia el sol
acompáñanos a nuestro Partido
Revolucionario Moderno
con la fuerza y voluntad que nos da Dios,
levántate a luchar contra la pobreza
levantate a luchar por la justicia,
el desarrollo y la igualdad
con amor y honestidad.
Dejemos atrás la indiferencia
el PRM es la ruta a seguir
y decididos,
hombres y mujeres unidos
por una vida digna vamos ya,
¡Levántate!